# 菲利普·維爾克盧塞
菲利普·維爾克盧塞（1962年1月28日—），出生於曼恩-盧瓦爾省索米爾，是一名法國前足球運動員，司職中場。

## 球會生涯
維爾克盧塞曾先後效力朗斯、波爾多、馬賽、尼姆、梅斯、錫永、艾納斯及伊托里·卡魯治。

## 國際賽生涯
維爾克盧塞在1980年代共為法國國家隊出場12次（射入一球），並且是1986年世界盃法國隊的成員。

## 榮譽
馬賽
- 法甲: 1988–89、1989–90、1990–91
- 歐冠盃亞軍：1990–91
- 法國盃亞軍：1990–91

## 外部連結
- Philippe Vercruysse （页面存档备份，存于）於National-Football-Teams.com
- （法語） French Football Federation Profile （页面存档备份，存于）
- Profile - FC Metz